# Mathia Collett
Mathia Collett, född 1737, död 1801, var en norsk affärsidkare och kulturpersonlighet. 
Hon var dotter till Peter Collett (1694–1740) och Anna Cathrine Rosenberg (1699–1747) och gifte sig 1758 med sin släkting Morten Leuch (1732-1768), och 1773 med Bernt Anker (1746-1805). Hon fick inga barn. 
Hon var det näst yngsta av tio barn, men ärvde trots det en förmögenhet av sina föräldrar. Hon blev föräldralös som barn och uppfostrades av sin faster Maria Collett.  Efter sin förste makes död 1768 drev hon hans handelsfirma, Collett & Leuch, tillsammans med sin bror James Collett, som varit makens affärspartner, fram till sitt omgifte 1773. Det tillhörde Norges största handelsfirmor. 
Under sitt andra äktenskap bodde hon i Paléet, som då var centrum för stadens societetsliv, och en ledande gestalt i sällskapslivet. När Det Dramatiske Selskab grundades i Oslo av Bernt Anker, James Collett, Jacob Juel, Peter Arbin och Enevold de Falsen år 1780, blev Mathia Collett dess enda kvinnliga direktör eller ledamot, med titeln «directrise», en ställning hon också tycks ha använt sig aktivt av, för hon beskrivs som engagerad och hade en dubbel röst i styrelsen. Det finns ingenting som bekräftar att hon själv uppträdde på scen, hon tycks istället ha organiserat verksamheten och föreställningarna i Grænsehaven. 
Mathia Collett nämns i samtidens dagböcker och memoarer, bland dem av Conradine Dunker. 